# Maria Kowalewska
Maria Kowalewska (ur. 11 października 1901, zm. 3 maja 1991) – polska pisarka i tłumaczka literatury rosyjskiej. 

## Życiorys
Pisała utwory dla dzieci i młodzieży. W okresie międzywojennym pracowała w redakcji czasopisma „Iskry”. Brała udział w powstaniu warszawskim jako sanitariuszka. Po wojnie związana była z periodykami „Płomyk” i „Świat Młodych”. 
W 1978 roku została odznaczona Nagrodą Prezesa Rady Ministrów za twórczość dla dzieci i młodzieży.

## Twórczość dla dzieci i młodzieży
- Chciałam być gwiazdą (1973)
- Czarny Pazur z Dzikiej Dżungli (1970)
- Dziwne sprawy Zawodzia (1960)
- Goście (1974)
- Góry (1978)
- Kawka Pafka (1964)
- Łatek i Fikołka (1961)
- Mały to ja (1972)
- O Fiku i Myku i o domku z patyków (1958)
- Pan Słówko ma głos (1985)
- Po nitce do kłębka (1969)
- Sapcio i Pufcio ze stromego brzegu, opowiadania (1972)
- Śpioszka Popielica (1968)
- Tajemniczy olbrzym (1968)
- Trzmiele (1961)
- Ucieczka z Pudełkowa (1962)
- Zabawy w prawdę (1970)
- Zagadkowa kartka (1956)
- Zwariowane podwórko (1976)

### SeriaPoczytaj mi mamo
- Funia-Rękawiczka (1959)
- Sąsiedzi (1963)
- Wspólne morze (1970)